# Royal Cambrian Academy of Art
Royal Cambrian Academy of Art (wal. Yr Academi Frenhinol Gymreig) – Królewska Kambryjska Akademia Sztuki, ugrupowanie artystów, miłośników sztuki walijskiej, założone w 1881 roku, uznane oficjalnie w 1882 roku. Siedziba ugrupowania znajduje się w Conwy, przy Crown Lane.
Royal Cambrian Academy of Art jest najstarszym stowarzyszeniem artystycznym w Walii i najbardziej prestiżowym.

## Historia

### XIX wiek
W 1881 roku doszło do spotkania grupy artystów brytyjskich zafascynowanych krajobrazem północnej Walii. W Llandudno Junction nawiązali oni kontakt z kilkoma walijskimi artystami reprezentującymi podobne poglądy. Czynnikiem sprzyjającym odwiedzaniu Walii stał się rozwój kolei oraz niepokoje polityczne za granicą, powodujące, iż popularny Grand Tour stał się przedsięwzięciem niebezpiecznym. Utworzona grupa nazwała siebie Kambryjską Akademią Sztuki. Mimo że grupa miała ona stałej galerii, rozpoczęła działalność z rozmachem rozsyłając prospekty informacyjne do innych artystów w Walii, powiększając dzięki temu własne szeregi. Artyści wystawiali początkowo tylko w północnej Walii, ale mieli też zamiar rozciągnąć swoje działania na południe Walii. Oficjalne uznanie nadeszło po tym jak królowa Wiktoria zaleciła w 1882 roku, aby Akademia była określana jako „Królewska” („Royal”). Aby podnieść swój prestiż grupa zaoferowała czterem wybitnym angielskim artystom członkostwo honorowe. Zamierzając objąć swym działaniem południe Walii Akademia zorganizowała wielką wystawę w Cardiff, której towarzyszył katalog, liczący ponad 200 stron. 
W 1885 roku artyści ponownie spotkali się w Llandudno Junction. Miejscowy posiadacz ziemski, lord Mostyn, zaproponował im dzierżawę swojego zaniedbanego elżbietańskiego dworu, Plas Mawr w Conwy, częściowo zajętego przez Junior School. W 1886 roku, po długiej dyskusji pomiędzy artystami na północy i na południu Walii Plas Mawr stał się siedzibą Akademii. Akademia zorganizowała restaurację obiektu, dzięki czemu zyskał on status jednego z najwybitniejszych przykładów architektury elżbietańskiej w Wielkiej Brytanii. 
W 1896 roku członkowie Akademii powiększyli przestrzeń wystawową w Plas Mawr poprzez dobudowanie aneksu, Victoria Gallery. W nowym budynku zainaugurowali organizację corocznych wystaw Annual Summer Exhibition. 

### XX wiek
W 1934 prezesem stowarzyszenia został Augustus John; funkcję tę pełnił do 1939 roku. Po II wojnie światowej Akademia zyskała na znaczeniu, zwłaszcza w okresie, kiedy jej prezesami byli Jack Shore i Ray Fields. 
W 1963 roku Akademia została zarejestrowana jako stowarzyszenie non-profit o profilu charytatywnym.
W 1994 roku Akademia postanowiła zaprzestać działalności w Plas Mawr i przenieść się do wybudowanej w jego bezpośrednim sąsiedztwie własnej galerii. Dla sfinansowania tego przedsięwzięcia postanowiła sprzedać kolekcję prac swoich członków, budowaną przez wiele lat, zachowując tylko kilka pozycji w swoim archiwum. Akademia odnowiła kontakty z galeriami na południu Walii. Jej członkiem (a później także prezesem) został znany walijski artysta Sir Kyffin William. Ofertę członkostwa przyjęli takie inni wybitni artyści, zarówno z południa i z północy Walii. Akademia organizuje obecnie co roku sześć głównych wystaw, prowadzi również szeroką i ożywioną działalność edukacyjną.
Obecnie do Akademii należy ponad 100 artystów. Jej patronem jest Karol, książę Walii.